# Conus gabelishi
Espèce
Statut de conservation UICN

 LC  : Préoccupation mineure
Conus gabelishi est une espèce de mollusques gastéropodes marins de la famille des Conidae.
Comme toutes les espèces du genre Conus, ces escargots sont prédateurs et venimeux. Ils sont capables de « piquer » les humains et doivent donc être manipulés avec précaution, voire pas du tout.

## Description
La taille d'une coquille adulte varie entre 23 mm et 43 mm.

## Distribution
Cette espèce marine est endémique à l'Australie et se trouve au large de l'Australie-Occidentale.

### Niveau de risque d’extinction de l’espèce
Selon l'analyse de l'UICN réalisée en 2011 pour la définition du niveau de risque d'extinction, cette espèce se trouve de la frontière sud et ouest de l'Australie jusqu'aux îles Abrohlos. Elle a une gamme de profondeur connue de 90-210 m. Il n'y a pas d'enregistrement des niveaux de population pour cette espèce dans la littérature. Cette espèce est probablement commune dans son habitat préféré. En raison de l inaccessibilité de son habitat préféré, elle est difficile à collecter, rare dans le commerce et peut être trouvée à des prix élevés. Il n&#1y a pas de menaces majeures connues pour affecter cette espèce, et il y a très peu de perturbations anthropogéniques dans son aire de répartition. Elle est listée comme étant de préoccupation mineure.

## Taxonomie

### Publication originale
L'espèce Conus gabelishi a été décrite pour la première fois en 1982 par les malacologistes António José da Motta (d) (1913-2003) et Taizo Ninomiya (?-1990) dans la publication intitulée « Publicações Ocasionais da Sociedade Portuguesa de Malacologia »,.

### Synonymes
- Conus (Floraconus) gabelishi da Motta & Ninomiya, 1982 · appellation alternative
- Floraconus gabelishi (da Motta & Ninomiya, 1982) · non accepté

## GenreConus

### Identifiants taxinomiques
- Ressources relatives au vivant :   - Australian Faunal Directory
  - Global Biodiversity Information Facility
  - iNaturalist
  - Interim Register of Marine and Nonmarine Genera
  - SeaLifeBase
  - Union internationale pour la conservation de la nature
  - World Register of Marine Species

Chaque taxon catalogué par les bases de données biologiques et taxonomiques possède un identifiant qui permet d'établir un point de référence. Les identifiants de Conus gabelishi dans les principales bases sont les suivants :
AFD : Conus_(Floraconus)_gabelishi - CoL : XXFW - GBIF : 5795862 - iNaturalist : 431983 - IRMNG : 10536030 - TAXREF : 155504 - UICN : 192851 - WoRMS : 428131